# Branimir Subašić
Branimir Subašić (serbisk kyrilliska: Бранимир Субашић; azerbajdzjanska: Branimir Subaşiç) född 7 april 1982 i Belgrad, Jugoslavien (nuvarande Serbien), är en serbisk-azerbajdzjansk före detta fotbollsspelare.

## Klubbkarriär
Subašić inledde sin karriär i Belgradsklubben FK Železnik. 2002 gick han till den belgiska klubben KV Oostende, och året därpå till den franska klubben AS Beauvais. Efter flera år i olika europeiska klubbar gick Subašić tillbaka till den serbiska klubben Röda Stjärnan 2008. Där stannade han fram till 2010, då han gick till den azerbajdzjanska klubben Qäbälä FK. Under två år spelade han för azerbajdzjanska Chazar Lenkoran där han spelade 51 matcher och gjorde 14 mål. 2013 flyttade han till FK Qarabağ.

## Landslagskarriär
Under sin tid i Nefttji Baku fick Subašić azerbajdzjanskt medborgarskap, och kort därefter blev han en del av det azerbajdzjanska herrlandslaget i fotboll, efter att flera serbiska tränare sade att chansen att ta en plats i det serbiska landslaget var liten. Den 29 juni 2009 drog Subašić sig tillbaka från internationellt spel. Han återkom dock till landslaget 2011 och har spelat för Azerbajdzjan sedan dess.

## Statistik

### Landslagsmål
| N° | Datum             | Plats                     | Motståndare  | Mål | Resultat | Tävling       |
| -- | ----------------- | ------------------------- | ------------ | --- | -------- | ------------- |
| 1  | 7 mars 2007       | Sjymkent, Kazakstan       | Uzbekistan   | 0-1 | Vinst    | Träningsmatch |
| 2  | 2 juni 2007       | Baku, Azerbajdzjan        | Polen        | 1-3 | Förlust  | EM Kval 2008  |
| 3  | 22 augusti 2007   | Dusjanbe, Tadzjikistan    | Tadzjikistan | 2-3 | Vinst    | Träningsmatch |
| 4  | 12 september 2007 | Baku, Azerbajdzjan        | Georgien     | 1-1 | Oavgjort | Träningsmatch |
| 5  | 4 juni 2008       | Andorra la Vella, Andorra | Andorra      | 1-2 | Vinst    | Träningsmatch |
| 6  | 19 november 2008  | Baku, Azerbajdzjan        | Albanien     | 1-1 | Oavgjort | Träningsmatch |
| 7  | 15 augusti 2012   | Baku, Azerbajdzjan        | Albanien     | 3-0 | Vinst    | Träningsmatch |

## Meriter
- Kinesiska superligan

Andraplats (1) - 2009
- Azerbajdzjans Premier League

Andraplats (2) - 2006/2007, 2011/2012
Tredjeplats (2) - 2005/2006, 2007/2008
- Azerbajdzjanska cupen

Vinnare (1) - 2006